# På farliga vägar
På farliga vägar är en svensk dramafilm från 1944 i regi av Per-Axel Branner. I huvudrollerna ses Birgit Tengroth, Sture Lagerwall, Erik Berglund och Michel André.

## Handling
Märta känner sig försummad i sitt äktenskap med Martin. En kväll träffar hon den charmerande fransmannen Gaston. En dag påträffas han mördad och Märta grips för mordet.

## Om filmen
Filmen premiärvisades annandag jul 1944 på biografen Saga i Uppsala. Stockholmspremiär en vecka senare på Royal vid Kungsgatan. Den spelades in i Filmstaden Råsunda och vid Imagoateljéerna i Stocksund med exteriörer från Nationalmuseum och restaurang Gondolen i Stockholm av Martin Bodin. Som förlaga har man en filmidé av Bertil Johnson. 
På farliga vägar har visats vid ett flertal tillfällen i SVT.

## Rollista i urval
- Sture Lagerwall – Martin Lannier, ingenjör
- Birgit Tengroth – Märta Lannier, hans fru
- Erik "Bullen" Berglund – Knut Hansson, kypare, Märtas far
- Michel André – Gaston Barthou, ingenjör
- Tord Stål – kriminalkommissarie
- Ragnvi Lindbladh – Maj, Gastons väninna
- Astrid Bodin – fru Eriksson, portvakt
- Lillebil Kjellén – Kid, Gastons väninna
- Solveig Hedengran – Gastons väninna, Märtas väninna
- Ingrid Arehn – Stina, Gastons väninna
- Sif Ruud – Greta Hansson
- Ragnar Falck – Hans Hansson, Gretas man, Märtas bror, spårvagnskonduktör
- Gösta Gustafson – Oskar Velander, före detta fanjunkare, Knut Hanssons granne
- Torsten Hillberg – direktör Törnblad
- Aurore Palmgren – Helena Velander, Oskars fru
- Magnus Kesster – kriminalpolis Karlbom

## Filmmusik i urval
- Solöga (Sommarcroquiser, op. 11, nr 3), kompositör William Seymer, instrumental.
- Serenad, orkester, K. 525, G-dur (Eine kleine Nachtmusik), kompositör Wolfgang Amadeus Mozart, instrumental.
- Tango d'amour, kompositör Gunnar Johansson, instrumental.
- Kavaljersvisa från Värmland (Det gör detsamma vart du kommer när du dör), text Sten Selander, sång Nils Nordståhl. Ragnvi Lindbladh, Hans Björnbo m.fl.
- Un petit baiser, kompositör Jean Larento, instrumental.
- Serenade, kompositör Jules Sylvain, instrumental.